# Jrysa Biskitzí
Jrysa Biskitzí –en griego, Χρύσα Μπισκιτζή– (Atenas, 18 de noviembre de 1974) es una deportista griega que compitió en remo.
Ganó dos medallas de bronce en el Campeonato Mundial de Remo, en los años 1998 y 2006, y dos medallas de oro en el Campeonato Europeo de Remo, en los años 2007 y 2008.
Participó en cuatro Juegos Olímpicos de Verano, entre los años 1996 y 2008, ocupando el sexto lugar en Pekín 2008, en la prueba de doble scull ligero.

## Palmarés internacional
| Campeonato Mundial | Campeonato Mundial | Campeonato Mundial | Campeonato Mundial  |
| Año                | Lugar              | Medalla            | Prueba              |
| ------------------ | ------------------ | ------------------ | ------------------- |
| 1998               | Colonia (Alemania) | Medalla de bronce  | Cuatro scull ligero |
| 2006               | Eton (Reino Unido) | Medalla de bronce  | Doble scull ligero  |
| Campeonato Europeo |                    |                    |                     |
| Año                | Lugar              | Medalla            | Prueba              |
| 2007               | Poznań (Polonia)   | Medalla de oro     | Doble scull ligero  |
| 2008               | Maratón (Grecia)   | Medalla de oro     | Doble scull ligero  |